# Batalha de Helsinque
A Batalha de Helsinque (em finlandês: Helsingin valtaus) foi uma batalha da Guerra Civil Finlandesa de 1918, travada de 12 a 13 de abril pelas tropas alemãs e pelos brancos finlandeses contra os vermelhos finlandeses em Helsinque, Finlândia. Junto com as batalhas de Tampere e Vyborg, foi uma das três maiores batalhas urbanas da Guerra Civil Finlandesa. Os alemães invadiram Helsinque apesar da oposição do líder do Exército Branco Finlandês, Carl Gustaf Emil Mannerheim, que queria atacar a capital com suas próprias tropas após a queda de Tampere em 6 de abril. No entanto, os alemães tinham seu próprio interesse em tomar Helsinque o mais rápido possível e então avançar mais para o leste, em direção à fronteira russa. A cidade estava sob controle vermelho há 11 semanas desde o início da guerra.
A Divisão Alemã do Mar Báltico desembarcou na Finlândia em 3 de abril e entrou na área de Helsinque oito dias depois. No centro da cidade, os vermelhos defensores não tinham linhas defensivas ou barricadas, mas lutavam dentro de prédios e quarteirões isolados, que os alemães tiveram que tomar um por um. Durante a batalha, a vida em Helsinque continuou normalmente. As lojas e restaurantes estavam abertos, o transporte público funcionava e as fábricas estavam funcionando. Espectadores curiosos estavam tão perto que os alemães tiveram que dizer para eles se afastarem. Os apoiadores brancos consideravam os alemães libertadores e lhes entregavam flores, além de chá, café e salgadinhos para comer.
Quase 500 pessoas foram mortas na batalha. O número inclui cerca de 400 combatentes da Guarda Vermelha que foram mortos em ação ou executados após a capitulação, 54 alemães e 23 membros da Guarda Branca. O número de Reds executados não é claro, mas estima-se que esteja entre 20 e 50.  Após a batalha, entre 4.000 e 6.000 membros ou apoiadores da Guarda Vermelha foram presos.

## Unidades
A Divisão do Mar Báltico, com 10.000 homens, atacou Helsinque com 6.000 homens, incluindo dois regimentos de infantaria, um batalhão jäger, uma bateria de artilharia e algumas tropas de apoio. A Marinha Imperial Alemã desembarcou 400 Matrosen no distrito de Katajanokka, onde entraram no centro da cidade e se juntaram à Divisão Báltica. Os alemães foram apoiados por 2.000 membros da Guarda Branca de Helsinque, que atuaram na clandestinidade durante o controle vermelho da cidade. No entanto, os brancos não tiveram nenhum papel importante, pois entraram na batalha em seu estágio final. 
As unidades da Guarda Vermelha que defendiam Helsinque eram compostas principalmente por reservas inexperientes. Na época, as principais forças de combate da Guarda Vermelha de Helsinque estavam lutando na Frente Tavastia. Eles eram liderados pelo pedreiro Edvard Nyqvist, que serviu como chefe da milícia da cidade, e pelo trabalhador industrial Fredrik Edvard Johansson porque o estado-maior da Guarda Vermelha, bem como o Governo Vermelho, deixaram Helsinque em 8 de abril e fugiram para a cidade de Vyborg, no leste da Finlândia.  Ainda havia algumas tropas russas de apoio vermelho na cidade, mas sob o Tratado de Brest-Litovsk, assinado entre a Rússia Soviética e as Potências Centrais, elas não participaram da batalha. 

## Batalha fora de Helsinque
A Divisão do Mar Báltico desembarcou em Hanko, 120km a oeste de Helsinque, em 3 de abril e começou a marchar para leste.  A primeira batalha entre as tropas alemãs e os vermelhos finlandeses foi travada três dias depois na cidade de Karis. Os alemães perderam nove homens, mas tomaram esse importante entroncamento ferroviário, fechando Helsinque pela Ferrovia Costeira e pela rodovia Turku-Helsinque. Após pequenas escaramuças em Lohja e Kirkkonummi, os alemães finalmente entraram no Krepost Sveaborg, um sistema de fortificações construído pelos russos ao redor de Helsinque, na vila de Leppävaara, em Espoo, 10 quilômetros a oeste de Helsinque. A Batalha de Leppävaara foi travada em 11 de abril. Os alemães atacaram os postos defensivos vermelhos e conseguiram forçá-los a fugir. As perdas da Guarda Vermelha foram de 13 homens, enquanto os alemães tiveram apenas dois homens mortos em ação. À medida que os Vermelhos recuavam, os alemães tinham uma estrada aberta em direção aos subúrbios de Helsínquia.  
Na manhã seguinte, o general Rüdiger von der Goltz ordenou que um grupo de 500 homens atacasse Tikkurila, 16 quilômetros ao norte de Helsinque, a fim de cortar a ferrovia Helsinque–Riihimäki e fechar a saída da cidade. Os alemães lutaram contra os membros locais da Guarda Vermelha que se defendiam de suas próprias casas e quintais com algum apoio de um trem blindado. A Divisão do Mar Báltico finalmente tomou a estação ferroviária de Tikkurila às 17h e logo entrou na estação ferroviária de Malmi, 3 quilômetros ao sul de Tikkurila. Os vermelhos mal equipados tiveram pelo menos 25 homens mortos em Tikkurila, de acordo com algumas fontes até 100, mas os alemães perderam apenas dois. 

## Ataque à cidade

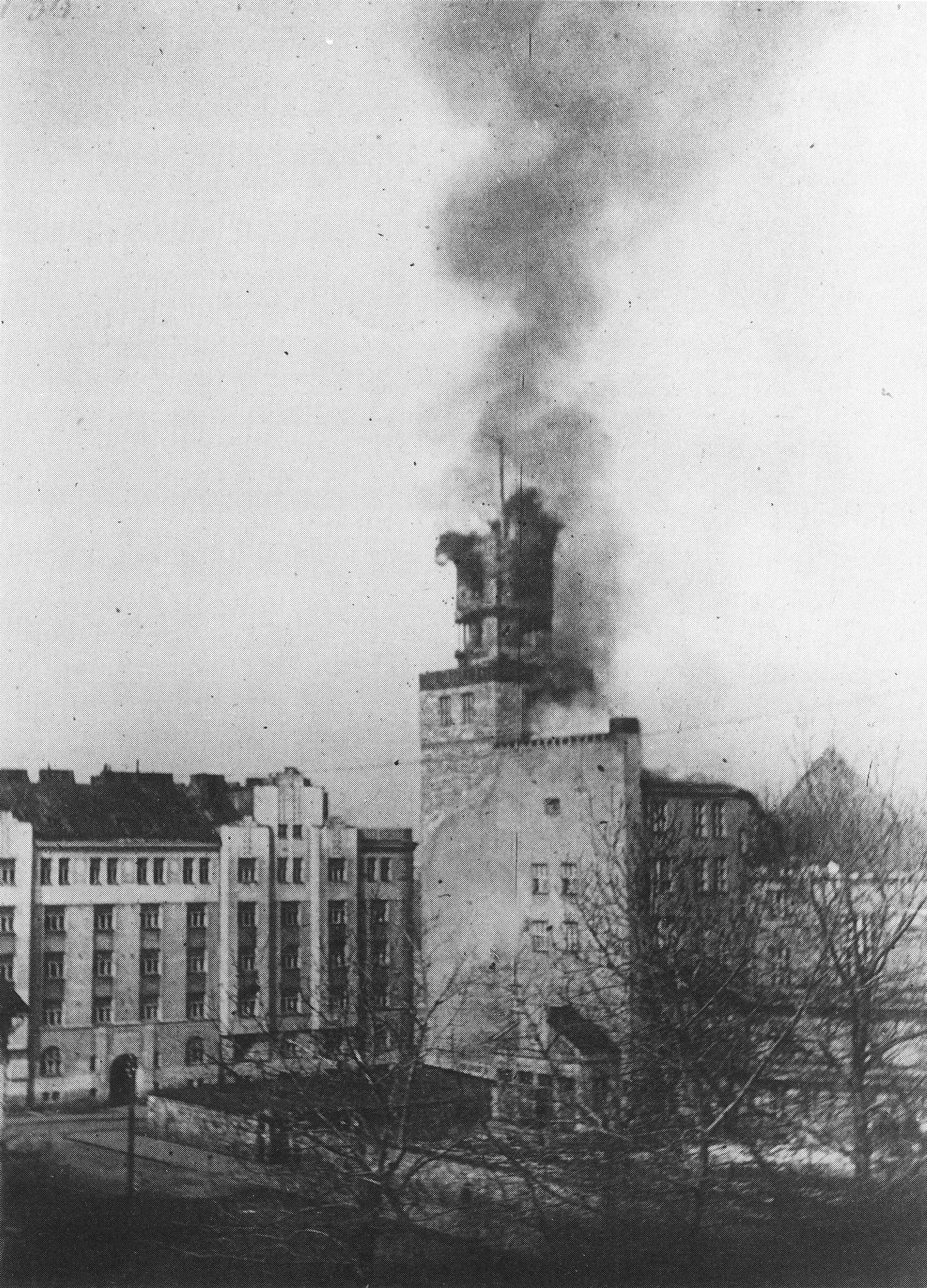
A Casa do Trabalhador em chamas

### Batalha nos subúrbios
A Divisão do Mar Báltico entrou nos subúrbios ao norte de Pikku Huopalahti e Meilahti na manhã de 12 de abril. As tropas marcharam em direção ao centro da cidade pela Rodovia Turku, que hoje é conhecida como Mannerheimintie, a rua principal de Helsinque. Os primeiros confrontos ocorreram por volta das 6 da manhã nas colinas rochosas de Tilkka, que os alemães tomaram três horas depois. A próxima linha defensiva estava apenas meio quilômetro à frente. Quando os alemães romperam a segunda linha por volta das 10h, os vermelhos atacaram seu flanco esquerdo a partir da área de Pasila. Após duas horas de combate, os alemães repeliram os vermelhos e tomaram a estação ferroviária de Pasila, localizada três quilômetros ao norte da estação ferroviária de Helsinque. Agora eles finalmente puderam entrar na cidade. 

### Batalha na cidade

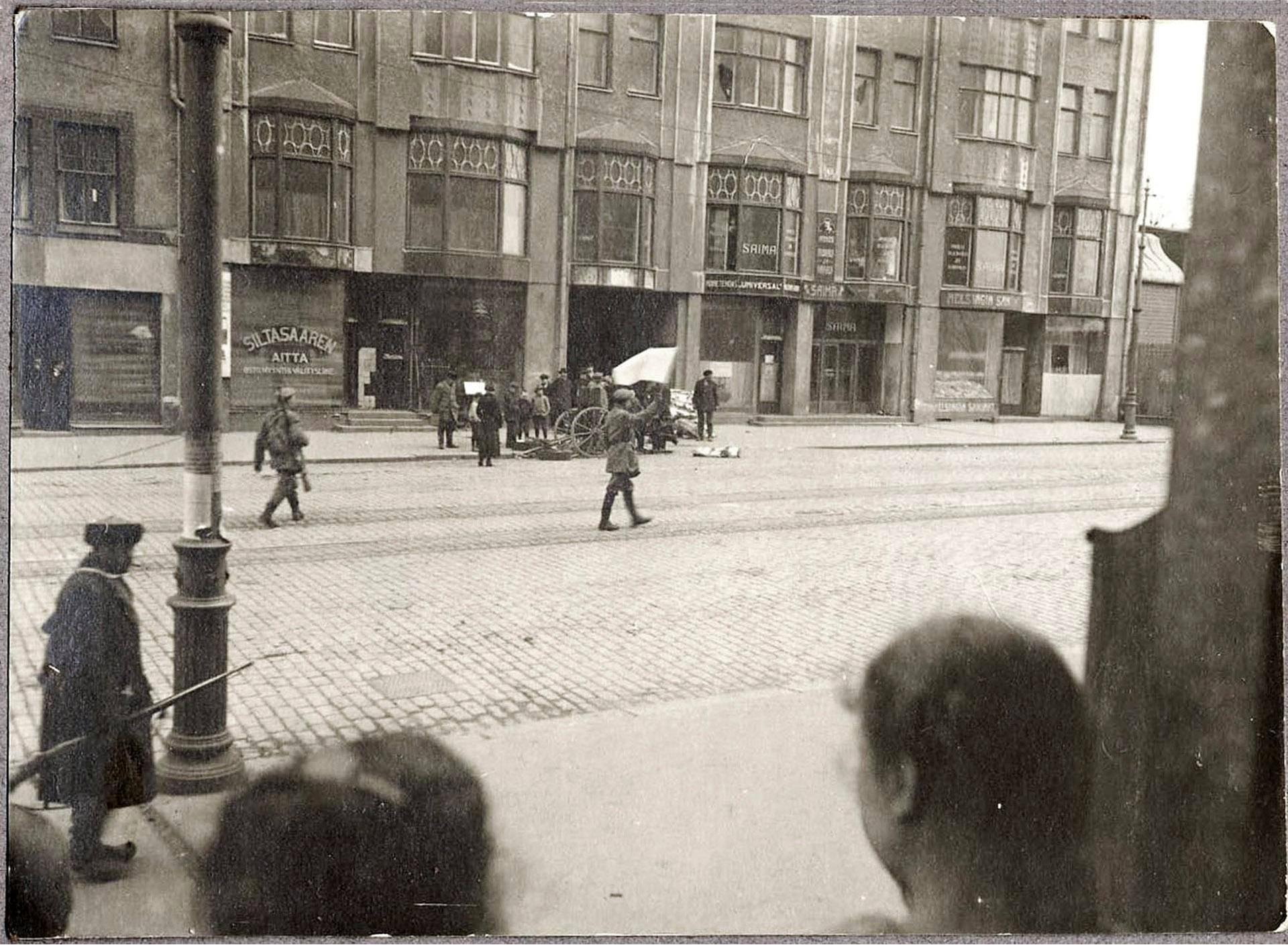
Um lutador vermelho acenando uma bandeira branca

Às 13h30, os alemães chegaram ao distrito de Töölö. Como os Vermelhos conseguiram deter as tropas invasoras, o coronel alemão Hans von Tschirschky und Bögendorff formou duas unidades. Uma unidade continuou o ataque ao longo do Mannerheimintie enquanto a outra fugiu pelo distrito de Hietalahti em direção à parte sul da cidade. Ao mesmo tempo, um terceiro esquadrão estava entrando na cidade vindo de Pasila pela ferrovia. Perto do Museu Nacional, os alemães foram atingidos por fogo pesado por volta das 16h. O tiroteio veio da guarnição de Turku, que ficava perto do atual edifício Lasipalatsi. Os alemães agora tinham que fugir da guarnição de Turku pelo oeste, pela rua Fredrikinkatu, no distrito de Kamppi. A guarnição foi posteriormente tomada pelo fogo do edifício. 
Às 17h30, os alemães chegaram à praça Erottaja, onde tomaram o Teatro Sueco usando os vermelhos capitulados como escudos humanos. Outro caso conhecido em que os alemães usaram escudo humano ocorreu mais tarde na mesma noite, quando marcharam sobre a ponte Pitkäsilta atrás de 300 vermelhos capitulados.  Segundo um oficial alemão, entrevistado por um jornalista finlandês, eles aprenderam o método com os britânicos.  Nessa época, também houve duros combates na Estação Ferroviária de Helsinque, bem como no distrito vizinho de Kluuvi. Um esquadrão de fuzileiros navais da Marinha Alemã desembarcou em Katajanokka às 19h e logo entrou no distrito de Kruununhaka. 
Na manhã seguinte, os alemães atacaram o quartel-general da Guarda Vermelha no edifício Smolna, na área de Kaartinkaupunki. Os 400–500 Vermelhos do Smolna finalmente capitularam às 7 da manhã. Os últimos combatentes vermelhos estavam agora nos distritos operários do norte de Kallio e Hakaniemi, onde fogo de artilharia pesada era disparado. Entre outros edifícios, a Casa dos Trabalhadores foi atingida e severamente danificada. Finalmente, às 14h, uma bandeira branca foi içada na torre da Igreja de Kallio e a batalha terminou. 

### Depois da conquista
Após perder Helsinque, o Comando de Defesa Vermelho mudou-se para Riihimäki (que também envolveu a Batalha de Hyvinkää), onde foi chefiado pelo pintor e congressista Efraim Kronqvist. As tropas alemãs, por outro lado, atacaram Helsínquia ao norte em 15 de abril e conquistaram Klaukkala quatro dias depois, continuando de lá para Hämeenlinna.  Ao mesmo tempo, em Loviisa, o Destacamento Alemão Brandenstein seguiu de Uusimaa Oriental para Lahti, onde os Vermelhos fugidos da região de Helsinque também foram parar. Helsinque e Finlândia permaneceram sob ocupação alemã até a queda do Imperador Guilherme II e o fim da Primeira Guerra Mundial. Rüdiger von der Goltz foi o representante oficial do país na Finlândia, hospedando-se inicialmente no Hotel Kämp e depois no Kesäranta. 

## Consequências e comemoração

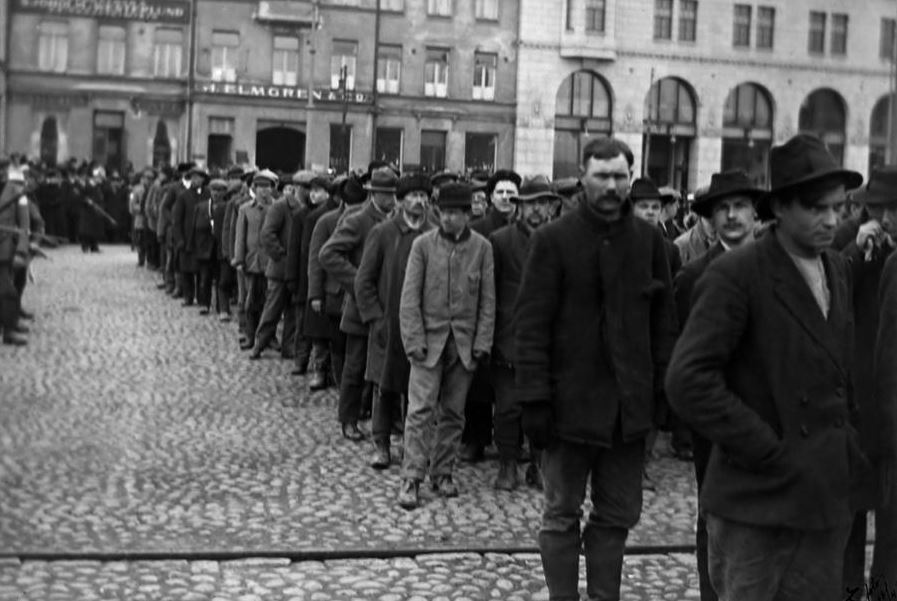
Vermelhos capturados

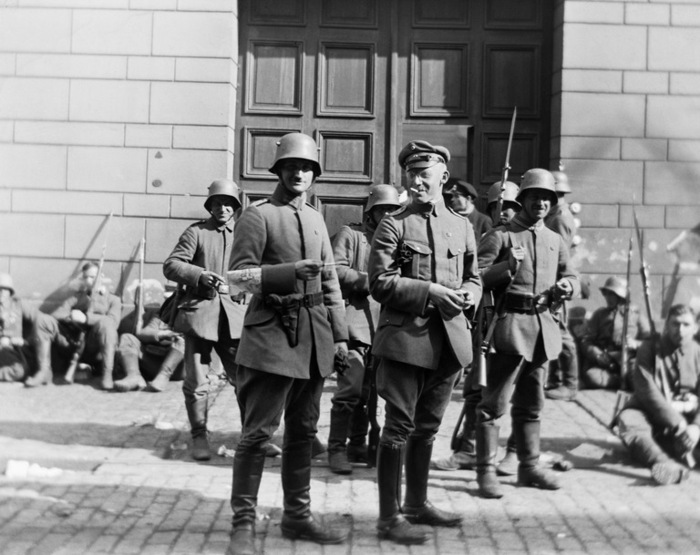
Oficiais da Divisão do Mar Báltico em frente ao edifício Smolna depois que suas tropas tomaram o quartel-general da Guarda Vermelha em Helsinque.

Após a batalha, 4.000 a 6.000 apoiadores da Guarda Vermelha foram presos e transferidos para o Campo de Prisão de Helsinque, nas ilhas Suomenlinna.  Ao longo da batalha, mais de 10.000 vermelhos e suas famílias fugiram da área de Helsinque. A maioria deles foi capturada após a Batalha de Lahti, quando dezenas de milhares de refugiados vermelhos caíram nas mãos de alemães e brancos. Ao contrário do destino que se abateu sobre as cidades de Tampere e Vyborg, não houve execuções em massa em Helsinque. Isso provavelmente ocorreu por causa dos alemães que impediram os brancos de matar seus prisioneiros.  Entretanto, no verão de 1918, mais de 1.400 prisioneiros vermelhos morreram no Campo de Prisão de Helsinque em consequência de execuções, fome e doenças.
O comandante alemão, Rüdiger von der Goltz, decidiu realizar um desfile da vitória no domingo, 14 de abril, um dia após o fim da batalha. Foi realizado na Praça do Senado, onde von der Goltz foi saudado pelo prefeito Johannes von Haartman e pelo governador Bruno Jalander. Durante o desfile, ainda houve alguns tiroteios pela cidade por parte de homens armados da Guarda Vermelha.  A frota alemã também foi atacada por vários navios russos. Até o barco do Almirante Hugo Meurer teve que voltar e, como consequência, não pôde participar do desfile. 
Os alemães e finlandeses brancos que foram mortos em combate foram enterrados no cemitério da Antiga Igreja de Helsinque. O memorial alemão foi projetado pelos escultores finlandeses Gunnar Finne e J. S. Sirén e o memorial branco por Elias Ilkka e Erik Bryggman.  Os Reds foram sepultados no cemitério de Malmi. O memorial deles foi colocado no parque Eläintarha, mas só foi inaugurado em 1970. O monumento é uma obra do escultor Taisto Martiskainen e inclui versos dos poetas Maiju Lassila, Elmer Diktonius e Elvi Sinervo. 